# Oeiras indoor II 2024 - Doppio
Il doppio del torneo di tennis professionistico Oeiras indoor II 2024, facente parte della categoria Challenger 75 nell'ambito dell'ATP Challenger Tour 2024, si è giocato dall'8 al 14 gennaio a Oeiras, in Portogallo. Jay Clarke e Marcus Willis erano i detentori del titolo ma solo Willis ha scelto di partecipare in coppia con Arjun Kadhe.
In finale Karol Drzewiecki e Piotr Matuszewski hanno sconfitto Arjun Kadhe e Marcus Willis con il punteggio di 6–3, 6–4.

## Teste di serie
1. Jonathan Eysseric /  Luis David Martínez (quarti di finale)
2. Roman Jebavý /  Philipp Oswald (quarti di finale)

1. Sander Arends /  Sem Verbeek (quarti di finale)
2. Arjun Kadhe /  Marcus Willis (finale)

## Wildcard
1. João Domingues /  Gastão Elias (ritirati)

1. Tiago Pereira /  Francisco Rocha (primo turno)

## Ranking protetto
1. Nicolás Álvarez Varona /  Alberto Barroso Campos (ritirati)

## Alternate
1. Adrian Andreev /  Aidan McHugh (primo turno)

1. Gonçalo Falcão /  Fernando Romboli (quarti di finale, ritirati)

## Tabellone

### Legenda
| - Q = Qualificato - WC = Wild card - LL = Lucky loser | - ALT = Alternate - SE = Special Exempt - PR = Protected Ranking | - w/o = Walkover - r = Ritirato - d = Squalificato |

|  | Primo turno | Primo turno                     | Primo turno                     | Primo turno | Primo turno |  |  | Quarti di finale | Quarti di finale             | Quarti di finale     | Quarti di finale           | Quarti di finale           |   |      | Semifinali | Semifinali                         | Semifinali                         | Semifinali                | Semifinali                |   |   | Finale | Finale | Finale | Finale | Finale |  |
|  |             |                                 |                                 |             |             |  |  |                  |                              |                      |                            |                            |   |      |            |                                    |                                    |                           |                           |   |   |        |        |        |        |        |  |
|  | 1           | J Eysseric LD Martínez          | J Eysseric LD Martínez          | 710         | 6           |  |  |                  |                              |                      |                            |                            |   |      |            |                                    |                                    |                           |                           |   |   |        |        |        |        |        |  |
|  |             | M Copil A Jecan                 | M Copil A Jecan                 | 68          | 2           |  |  | 1                | J Eysseric LD Martínez       | 64                   | 7                          | [5]                        |   |      |            |                                    |                                    |                           |                           |   |   |        |        |        |        |        |  |
|  |             | M Lībietis P Niklas-Salminen    | M Lībietis P Niklas-Salminen    | 7           | 6           |  |  |                  | M Lībietis P Niklas-Salminen | 7                    | 63                         | [10]                       |   |      |            |                                    |                                    |                           |                           |   |   |        |        |        |        |        |  |
|  |             | T Arribagé M Geerts             | T Arribagé M Geerts             | 5           | 3           |  |  |                  |                              |                      |                            |                            |   |      |            | M Lībietis P Niklas-Salminen       | M Lībietis P Niklas-Salminen       | 5                         | 5                         |   |   |        |        |        |        |        |  |
|  | 3           | S Arends S Verbeek              | S Arends S Verbeek              | 6           | 6           |  |  |                  |                              |                      | K Drzewiecki P Matuszewski | K Drzewiecki P Matuszewski | 7 | 7    |            |                                    |                                    |                           |                           |   |   |        |        |        |        |        |  |
|  |             | V Uzhylovskyi S Vincent Ruggeri | V Uzhylovskyi S Vincent Ruggeri | 2           | 2           |  |  | 3                | S Arends S Verbeek           | 2                    | 6                          | [8]                        |   |      |            |                                    |                                    |                           |                           |   |   |        |        |        |        |        |  |
|  |             | D Added M Damm Jr.              | D Added M Damm Jr.              | 3           | 61          |  |  |                  | K Drzewiecki P Matuszewski   | 6                    | 3                          | [10]                       |   |      |            |                                    |                                    |                           |                           |   |   |        |        |        |        |        |  |
|  |             | K Drzewiecki P Matuszewski      | K Drzewiecki P Matuszewski      | 6           | 7           |  |  |                  |                              |                      |                            |                            |   |      |            | Karol Drzewiecki Piotr Matuszewski | Karol Drzewiecki Piotr Matuszewski | 6                         | 6                         |   |   |        |        |        |        |        |  |
|  |             | A Lawson S Martos Gornés        | A Lawson S Martos Gornés        | 5           | 4           |  |  |                  |                              |                      |                            |                            |   |      |            |                                    | 4                                  | Arjun Kadhe Marcus Willis | Arjun Kadhe Marcus Willis | 3 | 4 |        |        |        |        |        |  |
|  | Alt         | G Falcão F Romboli              | G Falcão F Romboli              | 7           | 6           |  |  | Alt              | G Falcão F Romboli           | G Falcão F Romboli   | G Falcão F Romboli         |                            |   |      |            |                                    |                                    |                           |                           |   |   |        |        |        |        |        |  |
|  | WC          | T Pereira F Rocha               | T Pereira F Rocha               | 1           | 4           |  |  | 4                | A Kadhe M Willis             | A Kadhe M Willis     | A Kadhe M Willis           | w/o                        |   |      |            |                                    |                                    |                           |                           |   |   |        |        |        |        |        |  |
|  | 4           | A Kadhe M Willis                | A Kadhe M Willis                | 6           | 6           |  |  |                  |                              |                      |                            |                            |   |      | 4          | A Kadhe M Willis                   | 6                                  | 3                         | [13]                      |   |   |        |        |        |        |        |  |
|  | Alt         | A Andreev A McHugh              | A Andreev A McHugh              | 3           | 4           |  |  |                  |                              |                      | F Bergevi M Veldheer       | 2                          | 6 | [11] |            |                                    |                                    |                           |                           |   |   |        |        |        |        |        |  |
|  |             | F Bergevi M Veldheer            | F Bergevi M Veldheer            | 6           | 6           |  |  |                  | F Bergevi M Veldheer         | F Bergevi M Veldheer | 6                          | 7                          |   |      |            |                                    |                                    |                           |                           |   |   |        |        |        |        |        |  |
|  |             | J Faria H Rocha                 | 6                               | 1           | [8]         |  |  | 2                | R Jebavý P Oswald            | R Jebavý P Oswald    | 3                          | 5                          |   |      |            |                                    |                                    |                           |                           |   |   |        |        |        |        |        |  |
|  | 2           | R Jebavý P Oswald               | 4                               | 6           | [10]        |  |  |                  |                              |                      |                            |                            |   |      |            |                                    |                                    |                           |                           |   |   |        |        |        |        |        |  |